# دیوید لازار (بازیکن فوتبال)
دیوید لازار (انگلیسی: David Lazar؛ زادهٔ ۸ اوت ۱۹۹۱) بازیکن فوتبال اهل رومانی است.
از باشگاه‌هایی که در آن بازی کرده‌است می‌توان به وایله بلدکلوب و باشگاه فوتبال آسترا جورجو اشاره کرد.
وی همچنین در تیم ملی فوتبال زیر۲۱ سال رومانی بازی کرده‌است.